# Bombolong
Le bombolong est un instrument de musique à percussion (idiophone). C'est un tambour à fente africain servant à transmettre des messages de village en village, très répandu en Casamance, au Sénégal (utilisé par les Diolas, les Balantes et les Manjaques), en Guinée-Bissau et en Gambie.

## Facture
Il est fabriqué à partir d'un tronc d'arbre dont l'intérieur a été creusé à partir d'une fente.

## Jeu
Le son est produit en frappant le corps de l'instrument à l'aide de deux bâtons.
Tambour de guerre aussi utilisé pour les fêtes traditionnelles ou les cérémonies. Comme le batá, il est parfois sacré ; à Oussouye, seul le roi peut ordonner le réveil des bombolongs…